# 美國第三次佔領古巴
美國第三次佔領古巴，又稱為蔗糖干涉，是指在1916年至1922年間在古巴發生的一系列事件，當時美國海軍陸戰隊佔領了古巴共和國。

## 經過
1916年11月，古巴總統马里奥·加西亚·梅诺卡尔再次當選，左翼反對黨質疑他操控選舉。很快爭議升級，前總統何塞·米格尔·戈麦斯率領部隊發動武裝暴動。然而，由於左翼勢力集中在古巴東部，並不足以推翻政府，國家陷入內戰。2月12日，美國應當地富裕的甘蔗種植園主的保護要求，派遣砲艦USS Paducah (PG-18)及海軍陸戰隊登陸古巴，直接干預該國內政，確保蔗糖生產沒有中斷。

## 另見
- 古巴革命
- 不平等條約
- 睦鄰政策
- 美西戰爭
- 香蕉戰爭
- 普拉特修正案
- 美國第一次佔領古巴
- 美國第二次佔領古巴